# 凱爾塞·格拉瑪
艾倫·凱爾塞·格拉瑪（英語：Allen Kelsey Grammer，1955年2月21日—）是一位美國男演員、配音演員、喜劇演員、製作人、導演、作家、歌手、活動家。他最著名的作品是NBC情景喜劇《歡樂酒店》和《歡樂一家親》中的Dr. Frasier Crane角色。格拉瑪五次獲得黃金時段艾美獎，三次獲得金球獎，並且還是《辛普森家庭》中包添丁的配音。

## 影視作品

### 電影
- 1998年：《五角大樓的戰爭（英语：The Pentagon Wars）》飾演 柏特里奇少將
- 2019年：《格蘭德島（英语：Grand Isle (2019 film)）》飾演 偵探瓊斯
- 2023年：《Marvel隊長2》片尾客串，飾演 另一個宇宙的野獸

## 外部連結
- 凱爾塞·格拉瑪在互联网电影资料库（IMDb）上的資料（英文）
- 互聯網百老匯資料庫（IBDB）上凱爾塞·格拉瑪的資料（英文）
- 互联网外百老汇数据库（IOBDB）上Kelsey Grammer的資料（英文）
- Neal, Rome. . CBS News.   [2022-06-08]. （原始内容存档于2022-06-21）.